# أي. إل. ماكان
أي. إل. ماكان (بالإنجليزية: A. L. McCann)‏ (1966)؛ روائي أسترالي.